# 恋姫
『恋姫』（こいひめ）は、シルキーズのアダルトゲーム（以降、「ゲーム版」）。及び、それを元にしたアダルトアニメ（以降、「OVA版」）及びパチンコ機。

## 概要
PC98版は、1995年5月26日にエルフのブランドの1つであるシルキーズより『恋姫 〜Mystic Princess〜』（こいひめ ミスティック・プリンセス）のタイトルで発売された。そのリメイク作であるWin版は、1999年12月24日にエルフより『恋姫 K・O・I・H・I・M・E』のタイトルで発売された。
サスペンス色の強かった過去のシルキーズ作品とは違い、開発チーム「しるきーず・すぴんあうと」によって全編にコメディ性が強調された作品。和風テイストが強く、テキスト表示部分は吹き出し表示かつ縦書きである。
PC98版からWin版へのリメイクに当たっては、シナリオや基本的なゲームシステムはそのままに、キャラクターデザイン・原画にはアニメ版『下級生』のキャラクターデザイン・総作画監督を務めた渡辺真由美が起用され、グラフィックも一新された。テキスト表示も横書きとなり、マウスを用いたユーザーインターフェイスへの変更や、声優によるキャラクターボイスの追加などが行われている。また、このリメイクを機にOVA化もされた。

## あらすじ
都心の大学に通う佐々松小十郎は夏休みを利用し、十数年ぶりに生まれ故郷の山村へ帰省してきた。その矢先、幼馴染と名乗る4人の美女と出くわすが、当の小十郎はまるで身に覚えがなかった。その夜、最年長である那水と酒を飲み交わすことになり、小十郎は酔った勢いで彼女のことを押し倒してしまう。すると、那水は「小十郎さんがお望みのように」と述べ、小十郎のことを受け入れる姿勢を示す。そして、2人はそのまま熱く激しい一夜を過ごしてしまい、これを機に小十郎の過去や村の秘密が明らかになってゆく。

## 登場人物
声優名はWin版・OVA版のいずれも非公開。
佐々松小十郎（ささまつ こじゅうろう〈PC98版〉） / 佐々木小十郎（ささき こじゅうろう〈Win版〉） / 佐々木武蔵（ささき むさし、〈OVA版〉）
本作の主人公。都会の大学に通っている青年。20歳過ぎ。
中肉中背の冴えない（OVA版では、後ろ髪を結んだ）容姿。能天気かつ八方美人な性格。幼少期に村へ訪れたことがあるが、その時の記憶はなぜか不鮮明。
那水と肉体関係を結んだことを皮切りに、他のヒロインたちとも関係を持っていくことになる。
那水（なみ）
本作のメインヒロイン。村で唯一の商店「何でも屋」で店番をしている女性。
ヒロインの中で最年長者。センター分けの長い黒髪が印象的な清楚美人。一見スレンダーな体型だが、実はかなりの巨乳の持ち主。
最たる美貌や気品のために近寄りがたく見られるが、実際は包容力のある家庭的な人物であり、少し天然ボケな一面を持つ。また、ヒロインの中で最も性欲が強い。
本来の姿は、「水部」と呼ばれる龍族の長・龍王（りゅうおう）の娘であり、頭部から2本の角が生える。
PC版・Win版・OVA版を通じ、主人公の初体験の相手として描かれている。欲情した主人公に押し倒された際、胸の奥底に抱き続けてきた彼への想いが抑え切れなくなり、そのまま処女を捧げることを決意すると、長年培ってきた自身の想いを成就させた。
あんず
声：神村ひな
本作のヒロイン。主人公の祖母宅へよく遊びにくる活発な少女。
ショートボブの似合う可愛らしい童顔に、小中学生と見間違うくらい小柄な体型をしているが、実年齢は主人公と同じ。しかし、主人公のことを「お兄ちゃん」と呼び、無邪気かつ一途に慕う。ヒロインの中では那水に次いで性欲が強く、性技にもかなり長けており、外見から軽視していた主人公を怯ませたほど。
本来の姿は「民部」と呼ばれる座敷童子族の族長・奈美貴（なみき）の娘であり、その際には髪が緑になっている。
ヒロインの中で最初に主人公と再会を果たし、その後も那水から主人公と肉体関係を持ったことを聞かされ、奮起して入浴中だった主人公のもとへ訪れ、そのまま彼と結ばれる。
朱雀（すざく）
本作のヒロイン。村にある古びた神社の巫女であり、神主の祖父と暮らしている。あんずからは「雀」の一文字を取って、「すずめちゃん」と呼ばれている。
少年のように凛々しく勝ち気な性格のボク少女。腰まである長い髪を後ろで一本に結び、巫女装束を常時着用している。正義感が強く武術に長けているが、主人公を一途に想う乙女心も併せ持っている。
本来の姿は「森部」と呼ばれる天狗族の族長の孫娘であり、その際には髪が赤くなっている。
那水に続きあんずまでもが主人公と関係を持ったことで、少し焦りを感じていたが、雨宿りの際に自身の本心を彼に打ち明け、肉体関係を持つ。
まゆき
本作のヒロイン。儚げで可憐な美少女。
ヒロインの中で最年少者。虚弱体質な上に内気な性格に加え、極度の赤面症。気持ちが高ぶると泣き出してしまうため、主人公に想いを伝えられずにいる。
本来の姿は「氷部」と呼ばれる雪女族の族長・静氷（しずひ）の娘であり、その際には髪が青くなっている。族長である母は、病弱であった主人公の母に代わり、彼とまゆき両方に乳を与えた。
かつて主人公が村を去った際には悲しみのあまり、ゲーム版では日本国土の約半分の面積を、OVA版では村を丸ごと氷漬けにしている。
ヒロインの中で最も遅くに主人公と結ばれる。
たまも
『続・恋姫』から登場するOVA版オリジナルのヒロイン。金髪のポニーテールやグラマラスで蠱惑的な肢体、メインヒロイン4人に劣らない美貌を併せ持つ美女。名前は九尾の狐に由来する。
明朗快活な性格で、幼少期の頃から主人公のことを想い続けている。本来の姿は「九尾」と呼ばれる「妖狐」族の族長の娘であり、その際には髪が橙色になる。
メインヒロイン4人との記憶を無くした武蔵に幼馴染と偽り、誘惑してセックスに耽る光景は、目撃したメインヒロイン4人を驚愕させる。

## OVA版
| 原作                            | エルフ             |
| 監督                            | 政木伸一           |
| 脚本                            | 吉岡たかを         |
| キャラクターデザイン 総作画監督 | 渡辺真由美         |
| 美術監督                        | 長尾仁             |
| 撮影監督                        | 本多稔裕           |
| プロデューサー                  | 大宮三郎           |
| アニメーション制作              | スタジオ雲雀       |
| 製作                            | ピンクパイナップル |

2000年から2002年にかけ、ピンクパイナップルより『恋姫』全2巻と『続・恋姫』全2巻の計4巻で発売された。収録時間は各巻30分、媒体はVHSとDVD。
内容はゲーム版のストーリーを踏襲しており、キャラクターデザイン・総作画監督もWin版と同じく渡辺真由美が担当しているが、主人公の名前は佐々木武蔵に変更されている。また、後述の終盤や結末ゆえにヒロイン4人が全員ともメイン扱いとなっており、武蔵とのセックスシーンについてはゲーム版以上にアクロバティックな性交体位で交わる様子や、それを経て絶頂を迎える様子がそれぞれ描かれる。
『続・恋姫』についてはOVA版オリジナルの新ヒロイン・たまもも登場するほか、「長の巻」（最終巻）の終盤で武蔵との複婚を果たしたメインヒロイン4人が彼の子を身籠るべく個別に耽る濃厚なセックスシーンに、DVDでは「マルチエッチシステム」と名付けられたマルチアングル機能を活用する趣向が凝らされており、本編再生開始前のメニュー画面での選択や、マルチアングル切替ボタンによる切り替えができるようになっている。
物語はハーレムエンド形式となっており、メインヒロイン4人とのセックスの快感と頻度の板挟みにやつれ始めながらも共に都会への帰路に就いた武蔵が、メインヒロイン4人の父母たちから複数人の子を作るよう熱望されて重圧に堪らず走り出し、メインヒロイン4人がにこやかに武蔵を追いかけていく姿で締め括られる。
2014年4月25日には、計4巻をDVD1枚に収録した『恋姫&続・恋姫 ゴールドディスク』が発売された。 

### エンディングテーマ
「なぜ？」（『恋姫』）
作詞 - さいとういんこ / 作曲 - 山口美央子 / 編曲 - 安井歩 / 歌 - 寺田はるひ
「アイシテル…！」（『続・恋姫』里の巻）
作詞 - 六ツ見純代 / 作曲 - 鈴木雅也 / 編曲 - 上田益 / 歌 - Millio
「Forever Precious Love」（『続・恋姫』長の巻）
作詞 - 六ツ見純代 / 作曲 - UZA / 編曲 - 山中紀昌 / 歌 - Millio

### サブタイトル
恋姫
- 恋の巻（2000年9月22日発売）
- 姫の巻（2000年11月24日発売）

続・恋姫
- 里の巻（2001年11月22日発売）
- 長の巻（2002年2月22日発売）

### 関連書籍
ケイエスエスブックス ケイエスエスパーフェクトコレクションシリーズ リフレインブルー&恋姫
『リフレインブルー』と本作の両OVA版についての内容を、1冊にまとめたムック本。2001年10月発売、ケイエスエス、ISBN 4-87-709543-8。

## パチンコ
2003年に、高尾より『CR恋姫』のタイトルでリリースされた。